# Halbe Treppe
Halbe Treppe ist ein deutscher Spielfilm aus dem Jahr 2002. Regie bei der Tragikomödie führte Andreas Dresen. Die Hauptrollen spielten Axel Prahl, Thorsten Merten, Steffi Kühnert und Gabriela Maria Schmeide.

## Handlung
Zwei befreundete Ehepaare werden in ihrem Alltag in Frankfurt (Oder) gezeigt: Ellen und Uwe Kukowski, Katrin und Chris Düring. Ellen ist Verkäuferin in einer Parfümerie, Uwe betreibt die Imbissbude „Halbe Treppe“. Katrin hat einen Job auf dem Zollhof an der Autobahn nahe der polnischen Grenze, Chris ist Radiomoderator.
Der gleichförmige Ablauf des Alltags zerbricht, als Chris Düring und Ellen Kukowski sich ineinander verlieben. Die Affäre kommt ans Licht, als Katrin ihren Mann und ihre Freundin beim Sex in der Badewanne überrascht. Uwe, Chris, Ellen und Katrin wissen zunächst nicht, wie es weitergehen soll. Katrin will die Scheidung, fühlt sich aber nach Aufkommen der Affäre immer mehr zu Chris hingezogen. Chris beschließt schließlich, dass er seine Ehe retten möchte, während sich Ellen von Uwe trennt.

## Hintergrund
Ohne festes Drehbuch wurde der Film mit der Handkamera an Originalschauplätzen ohne Kunstlicht gedreht. Die Musik zum Film wurde ausschließlich von der Berliner Band 17 Hippies gemacht, die auch spielerisch in den Film einbezogen wird: vor der Imbissbude steht am ersten Tag ein Dudelsackspieler, an jedem Tag kommt ein neuer Musiker hinzu, bis schließlich alle Mitglieder versammelt sind. Das Anwachsen des Orchesters und seine Musik unterstreichen die Handlung teils humoristisch, teils effektvoll dramatisierend. In die Handlung eingewoben sind kurze Interviewszenen der Protagonisten, bei denen der Interviewer nicht zu sehen ist.

## Rezeption
Der Film feierte seine Premiere am 12. Februar 2002 auf der Berlinale. Nachdem er in der Folgezeit auf verschiedenen Filmfestivals gezeigt worden war, kam er am 3. Oktober 2002 in die deutschen Kinos, wo ihn 443.101 Besucher sahen. In der deutschsprachigen Schweiz startete er am selben Tag, in Österreich am 25. Oktober 2002. Kinostarts in anderen europäischen Ländern folgten. In der Schweiz hatte der Film eine Besucheranzahl von 22.040, in Österreich galt er mit 4.677 Besuchern als kommerziell nicht erfolgreich.
Halbe Treppe stand in der Gunst der Kritiker. Viele lobten ihn für seine realistische Darstellung des Alltags, ohne dass er dabei langweilig werde. Man verglich die Technik, mit der Handkamera zu filmen, mit dem Dogma-95-Projekt von Lars von Trier.

## Kritiken
„Eine ohne festes Drehbuch realitätsnah improvisierte Alltagsbeschreibung, die ebenso einfühlsam wie zurückhaltend die Balance zwischen Alltagsdrama und exquisiter Komödie hält. Obwohl vieles nur angedeutet oder wie im Vorbeigehen gestreift wird, entfaltet der Film ein hohes Maß an Prägnanz und poetischer Dichte, indem er die unterschiedlichen Wünsche und Bedürfnisse schmerzlich zum Bewusstsein bringt.“

„An Stelle von Tristesse zeigt sein Film die nicht unwitzigen Untiefen des Alltags, an Stelle von sozialer Härte einfach zwei Ehepaare über dreißig in Beziehungskrise, weshalb der Zuschauer den Film mit einem angenehmen Gefühlsmix aus Amüsement und Mitleid verlässt.“

„Und doch, das Überraschende ist, dass man bis zum Ende am Ball bleibt, dass man die Figuren trotz oder gerade wegen ihrer Durchschnittlichkeit schon bald zu lieben beginnt – und an manchen Stellen sogar schallend loslacht.“

„Es entsteht die Ahnung eines ästhetisch-gesellschaftspolitischen Kinoprojekts, in dem die ostdeutsche Ernüchterung zum Symptom einer allgemeinen Katerstimmung wird.“

## Auszeichnungen
Der Film lief im Wettbewerb der Berlinale 2002 und gewann auf dieser den Silbernen Bären als Großen Preis der Jury. Andreas Dresen wurde auf dem Chicago International Film Festival als Bester Regisseur und die vier Hauptdarsteller als Bestes Ensemble ausgezeichnet. Auf dem Flanders International Film Festival erhielt der Film die Silberne Spur und war für den Hauptpreis, die Goldene Spur, nominiert. Auf dem Valladolid International Film Festival lief Halbe Treppe ebenfalls im Wettbewerb.
Für den Deutschen Filmpreis war der Film im Jahr 2002 als Bester Spielfilm und für die Beste Regie nominiert. Ausgezeichnet wurde er als Bester Spielfilm in Silber. Den Bayerischen Filmpreis gewannen Axel Prahl als Bester Darsteller und Andreas Dresen für die Beste Regie. Für den Publikumspreis in der Kategorie Beste Regie sowie für den regulären Preis in der Kategorie Beste Regie war der Film bei der Verleihung des Europäischen Filmpreises nominiert. 2002 war Halbe Treppe der Gewinner des Preises der deutschen Filmkritik in der Kategorie Bester Spielfilm.